# 徳島刑務所

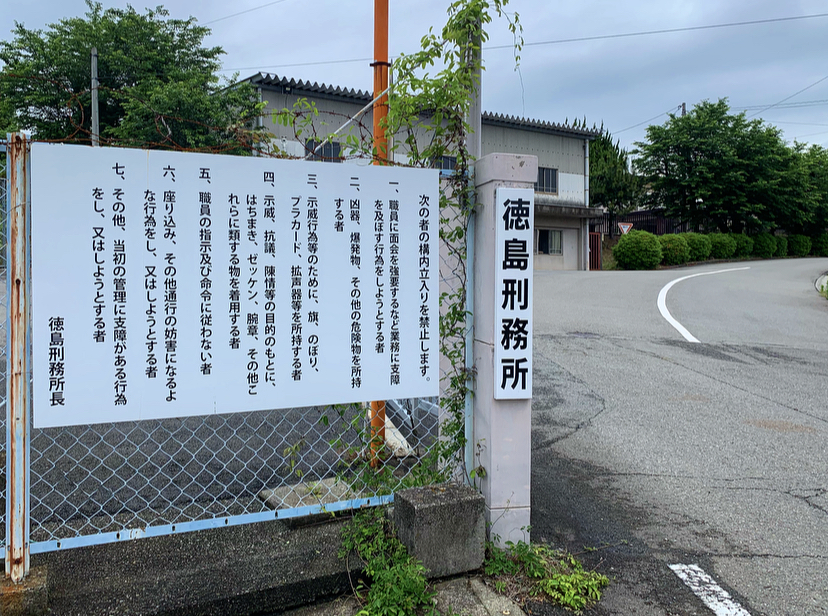
徳島刑務所

徳島刑務所（とくしまけいむしょ）は、法務省矯正局の高松矯正管区に属する刑務所。

## 所在地
1971年（昭和46年）10月、現在の場所に移転した。
- 〒779-3133 徳島県徳島市入田町大久200-1
  - JR四国 徳島駅から、徳島バス17系統（延命経由）・一宮線（大木経由）「天の原西」行で約45分、終点「刑務所前」下車。

## 収容分類級
- LB級
- B級

## 定員
- 860人

## 組織
所長の下に2部1課を持つ2部制である。
- 総務部（庶務課、会計課、用度課）
- 処遇部（処遇担当、企画担当）
- 医務課

## 特記事項

### 徳島刑務所担当医師による虐待疑惑報道
- 2001年（平成13年）12月に刑務官が受刑者の尻に向けて消防用ホースで放水して1人を死亡させた事件が発生後（名古屋刑務所事件）、全国的に刑務所内での受刑者の扱いに関して改善が行われたはずであったが、徳島刑務所内で担当医師による不調を訴えて医務室に来た受刑者に対して虐待（性的虐待）が多数行われていた疑惑が同所内受刑者80人の告発により判明した。虐待は医師及び職員数人で受刑者を押え付け、肛門に対して指数本を出血する程強く挿入して肛門破裂をさせたり、男性器である睾丸を握り潰したりした。他にも、薬を与えない、治療をしない等の受診拒否等で、虐待は多岐にわたる。医師のみでなく立ち会っていた職員もいた事から組織ぐるみの虐待の可能性もある。被害者の多くは、無期懲役、親族がいない、高齢者である等の受刑者でも特に立場の弱い者を選んで行われていた様である。法務大臣や徳島県警察にも告発したが事態が進まない為、テレビ朝日に告発して、2007年（平成19年）11月13日の同局報道番組『スーパーモーニング』の特集にて公の場に報道された。
- 2007年11月16日朝刑務所内の工場で作業をしていた受刑者数名が刑務官1人を別室につれ込み暴行を加えた。刑務官は全治4 - 5日の怪我。この暴行の原因が医務課長の行為と関連しているとされる。

### 面会不許可問題
同刑務所に服役した暴力団組長と、組長と養子縁組した男性の組員が、同刑務所から「勾留中の養子縁組であり、面会は認められない」として、面会不許可とされた。この組長と組員の両者は、面会の権利を侵害され精神的苦痛を受けたとして、同刑務所を相手取り、大阪地裁に訴訟を起こした。これに対し同刑務所側は、「暴力団関係者同士の接触の機会を確保するための形式的な養子縁組である」などと主張しており、2011年11月現在係争中。

## 著名な受刑者
- 星野文昭（渋谷暴動事件、獄死）
- 石原伸司（夜回り組長）
- 織田絆誠（絆會会長）
- 和光晴生（元日本赤軍メンバー）